# جماعت
جماعت(به انگلیسی: Crowd) شمار زیادی از افراد هستند—مانند تماشاچیان در میدان‌های ورزشی—که نزدیک به یکدیگر و برای هدفی مشترک و زودگذر گرد هم می‌آیند

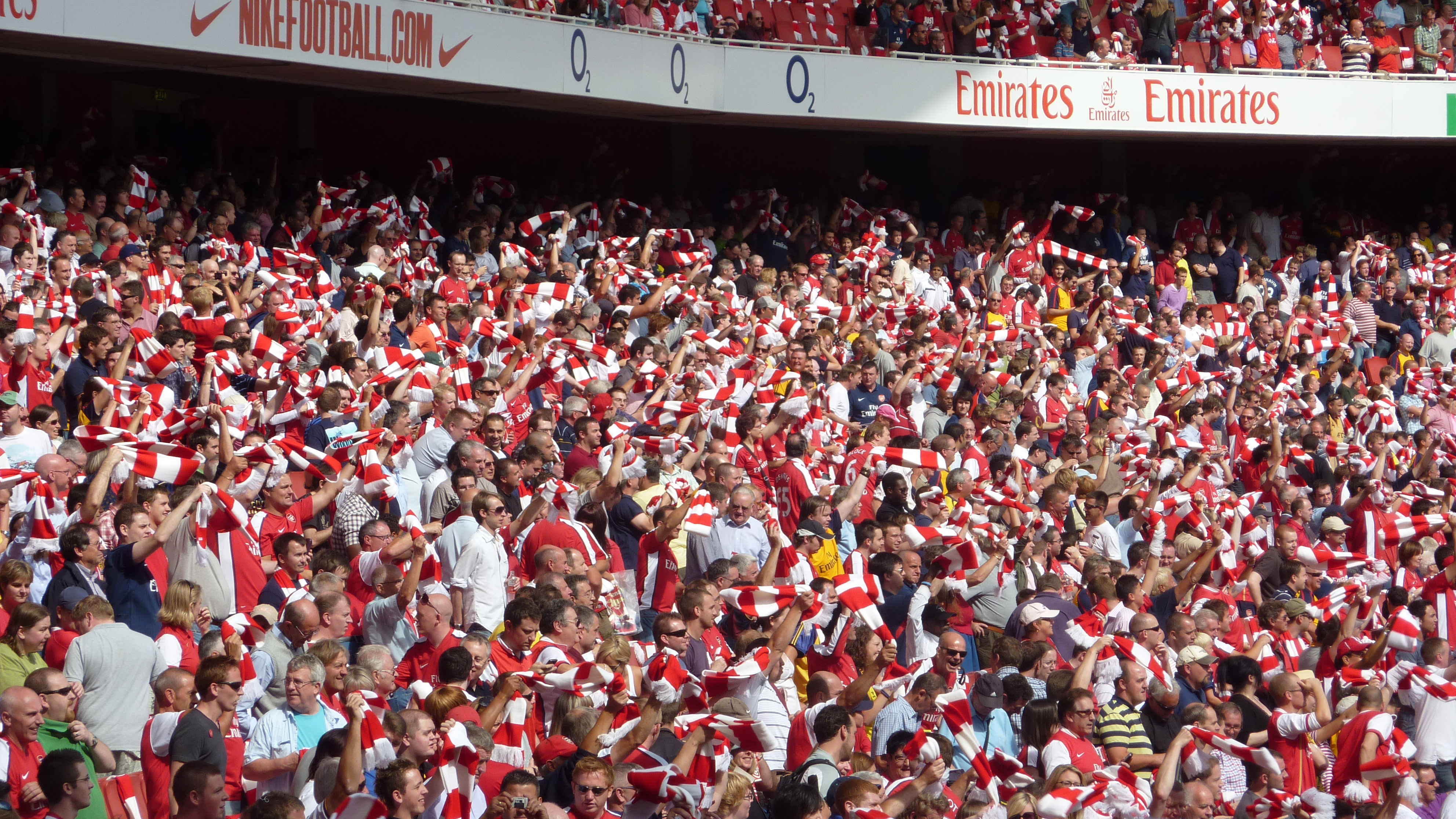
هواداران تیم فوتبال آرسنال

## مفهوم جماعت از نظر روان‌شناسی
جماعت گروه متجانس موقتی است که به اقتضای وضع یا حادثه ای، خود به خود به وجود می‌آید و بر اثر کنش‌های متقابل، دارای رفتاری مشترک می‌شود و به جنب و جوش می‌پردازند.

## ارجاعات
1. 1 2  «جماعت» [جامعه‌شناسی] هم‌ارزِ «crowd»؛ منبع: گروه واژه‌گزینی. دفتر دوازدهم. فرهنگ واژه‌های مصوب فرهنگستان. تهران: انتشارات فرهنگستان زبان و ادب فارسی. شابک ۹۷۸-۶۰۰-۶۱۴۳-۶۶-۸ (ذیل سرواژهٔ جماعت)
2. ↑  کوئن، مبانی جامعه‌شناسی، 330.